# Дюна: Частина друга
«Дюна: Частина друга» (англ. Dune: Part Two) — американський науково-фантастичний фільм режисера Дені Вільнева, сиквел кінокартини «Дюна» (2021) та частина франшизи, основою якої стали романи Френка Герберта. Робота над фільмом почалася 2021 року.
Прем'єра фільму була запланована на кінець 2023 року, але через трудові спори прем'єру перенесли. Світова прем'єра фільму відбулася 6 лютого 2024 року в Auditorio Nacional у Мексиці. В Україні прем'єра відбулася 29 лютого 2024 року.
«Дюна: Частина друга» здобув 2 нагороди «Оскар», зокрема за «Найкращі візуальні ефекти» і «Найкращий звук».

## Сюжет
Принцеса Ірулан Корріно таємно записує в щоденник, що Пол Атрід, можливо, все ще живий, у той час, як її батько, імператор Шаддам IV, пригнічений після падіння дому Атрідів. По дорозі до Сієтч-Табору війська фременського племені Стілґара, а також Пол та леді Джессіка, потрапляють у засідку Харконненів, проте успішно долають їх. У Сієтч-Таборі виникають підозри, що Джессіка та Пол є шпигунами. Деякі фремени вірять їм, оскільки є пророцтво про матір та сина, які принесуть процвітання Арракісу.
Стілґар повідомляє Джессіці, що їхня Превелебна матір вмирає, тому вона повинна замінити її. Для цього потрібно випити Воду Життя — смертельну отруту, від якої чоловіки помирають. Вона адаптує отруту і, таким чином, виживає, успадковуючи спогади кожної Превелебної матері у своїй генетичній лінії. Оскільки нікому, окрім Пола, не було відомо, що Джессіка вагітна, Вода Життя передчасно розбуджує розум її дочки ще до народження. Після цього Джессіка починає проводити духовні бесіди з дитиною у своєму животі й вважає, що ті, хто живе на Півночі Арракісу, повинні переконатися у пророцтві. Чані та її подруга вважають пророцтво хибним, але коли Пол промовляє жагу до влади й бажання боротися пліч-о-пліч з ними, Чані починає поважати його.
Пол освоює звичаї фременів і вивчає їхню мову, проходячи випробування, схожі на верхову їзду на піщаному хробаку. Він закохується в Чані. Також Пол отримав нові фременські імена «Муад'Діб» і «Усуль». Джессіка духовно направляє його підйом і тим самим підживлює релігію. Раббан, який очолює виробництво прянощів, поступово втрачає владу через постійні напади з боку фременів. Барон Владімір Харконнен понижує Раббана на посаді за нездатність припинити повстання фременів і призначає свого молодшого племінника Фейд-Рауту новим правителем Арракісу.
Джессіка завершує свої релігійні пошуки на Півночі й відправляється на Південь, щоб об'єднатися з місцевими фундаменталістами. Однак Пол боїться, що розпочнеться священна війна, якщо він вирушить на Південь як Месія, тому залишається на Півночі, де знову зустрічається з Ґурні Галлеком, який приєднався до контрабандистів після падіння Атрідів, він також приводить Пола до схованих атомних боєголовок Дому Атрідів. Війська Фейда атакують Сієтч-Табір. Тому всі, хто залишився в живих, вирушили на Південь, де Джессіка дізнається, що Вода Життя — це рідина, яку отримують з молодого піщаного хробака, коли той тоне. Всупереч бажанню Чані, Пол п'є Воду Життя, після чого впадає в кому, проте Чані вдається повернути його до тями. Тепер Пол розуміє минуле і майбутнє, також у нього було видіння своєї сестри Алії; ще він зрозумів, що барон — його дід по материнській лінії.
Лідери південних фременів сподіваються, що Пол викличе Стілґара на поєдинок за лідерство, проте Пол засуджує цю думку. Нарешті, прийнявши своє месіанське призначення, Пол оголошує себе Лісан аль-Гаїбом, беручи повну владу над фременами. Він викликає імператора на Арракіс. Пол перериває конфронтацію імператора з бароном, запускаючи три атомні боєголовки по фортеці-цитаделі Арракіну. Сідаючи на піщаних хробаків, фремени проривають оборону Арракіна, під час якого Ґурні вбиває втікача Раббана.
Усередині Арракіна Пол входить до тронного залу, вбиває барона і наказує доставити імператора та інших до Резиденції, де він погрожує назавжди знищити прянощі разом, якщо імператор не підкориться йому. Фейд-Раута викликає Пола на поєдинок як захисник імператора, але Пол вбиває його. Ірулан погоджується одружитися з Полом, у той час, як імператор відступає перед ультиматумом Пола, стає на коліна і цілує його руку, на якій кільце з фамільною печаткою. Чані, розгнівана рішенням Пола одружитися з Ірулан, покидає Резиденцію, готуючись осідлати піщаного хробака. В повітряному просторі Арракісу з'являються кораблі Великих домів, які відмовляються визнати Пола. Коли Пол наказує своїй армії фременів «привести їх до раю», Джессіка і ненароджена Алія роздумують про те, що це початок священної війни Муад'Діба.

## У ролях
- Дистриб'ютор: «Kinomania Film Distribution»
- Студія дубляжу: «Postmodern»
- Перекладач: Олег Колесніков
- Режисерка дубляжу: Анна Пащенко
- Ролі також дублювали:
  - Станіслава Красовська
  - Наталія Надірадзе
  - Вікторія Тишкевич
  - Дмитро Вікулов та інші

| Актор            | Роль                                                                              | Актор дубляжу       |
| ---------------- | --------------------------------------------------------------------------------- | ------------------- |
| Тімоті Шаламе    | Пол Атрід нащадок Дому Атрідів, якого фремени пророкують як "Муад'Діб"            | В'ячеслав Хостікоєв |
| Зендея           | Чані юна фременка, яка прагне свободи                                             | Анастасія Жарнікова |
| Ребекка Фергюсон | Леді Джессіка мати Пола Атріда, конкубіна покійного батька Пола — Лето            | Світлана Шекера     |
| Хав'єр Бардем    | Стілґар вождь фременського племені в Сітч-Таборі                                  | Борис Георгієвський |
| Флоренс П'ю      | Принцеса Ірулан принцеса, донька імператора                                       | Юлія Шаповал        |
| Остін Батлер     | Фейд-Раута Харконнен молодший племінник Харконнена та очікуваний володар Арракіса | Євген Лісничий      |
| Дейв Батиста     | Звір Раббан жорстокий племінник барона Харконнена                                 | Володимир Кокотунов |
| Джош Бролін      | Ґурні Галлек зброяр Дому Атрідів і наставник Пола                                 | Андрій Мостренко    |
| Крістофер Вокен  | Шаддам IV Імператор-Падишах від дому Корріно                                      | Валерій Легін       |
| Стеллан Скашгорд | Владімір Харконнен барон Дому Харконненів, заклятий ворог дому Атрідів            | Михайло Кришталь    |
| Леа Сейду        | Марґо Фенрінґ Бене Ґессерит і близька подруга імператора                          | Юлія Перенчук       |

Стівен Мак-Кінлі Гендерсон повернувся до ролі Суфіра Хавата з першої частини, Тім Блейк Нельсон також мав роль у фільмі, але його сцени не були додані до фінальної версії стрічки; він отримав «спеціальну подяку» від режисера фільму у титрах. Аня Тейлор-Джой з'явилася у коротенькому камео в ролі Алії Атрід.

## Виробництво

### Фільмування
Ще в ході роботи над фільмом «Дюна» Дені Вільнев заявив, що ця картина охопить лише приблизно половину однойменного роману Френка Герберта, а інша половина стане основою сценарію для продовження. Режисер пояснив, що «не погодився на екранізацію цієї книги в одному фільмі. Світ роману занадто складний, його сила в деталях». У листопаді 2019 року Джон Спейтс покинув пост виконавчого продюсера серіалу «Дюна: Сестринство», щоб зосередитися на написанні сценарію до «Дюни 2». У червні 2020 року оператор Ґреґ Фрейзер розповів: «Це повністю сформована історія, і їй є куди розвиватися. Це самостійний епічний фільм, від якого люди багато отримають, коли побачать його».
У грудні 2020 року Вільнев заявив, що через план Warner Bros. одночасно випустити «Дюну» в кінотеатрах і на HBO Max ця стрічка, можливо, не окупиться в прокаті, і це вдарить по планах зняти продовження. У лютому 2021 року Ерік Рот розповів, що створив сюжетну основу сиквелу. У титрах на IMAX-показах перших десяти хвилин фільм «Дюна» був названий «Дюна: Частина перша», що підтвердило плани на подальше продовження. У серпні 2021 року Вільнев з оптимізмом висловився про продовження. Він підтвердив, що Чані матиме велику роль у сиквелі й що робота над продовженням вже почалася. На 78-му Венеціанському кінофестивалі Вільнев ще раз зазначив, що сиквел охопить половину першого роману.
Було відомо, що «Дюну 2» почнуть знімати навіть в тому випадку, якщо перший фільм циклу провалиться в прокаті. 21 жовтня 2021 року генеральний директор компанії Warner Bros. Енн Сарнофф підтвердила, що сиквел побачить світ.

### Музичний супровід

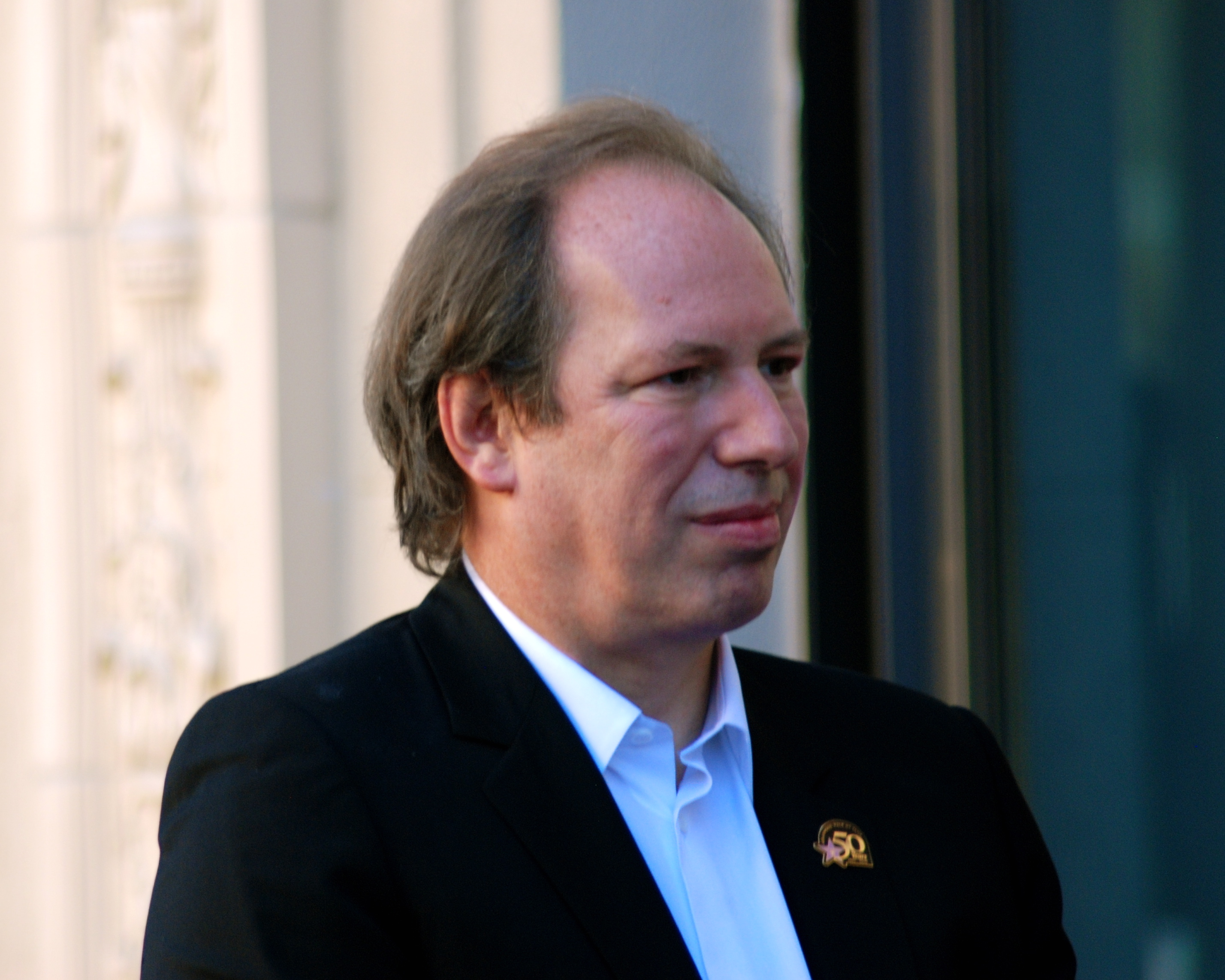
Ганс Циммер повернувся, щоб написати музику для «Дюна: Частина друга».

Ганс Циммер повернувся до написання музики до фільму після того, як робив це для попередньої стрічки. До анонсу фільму Ціммер написав понад 90 хвилин музики, щоб допомогти Вільневу надихнутися під час написання. Два сингли були випущені 15 лютого 2024 року лейблом WaterTower Music під назвами «A Time of Quiet Between the Storms» і «Harvester Attack». Повний альбом саундтреків вийшов 23 лютого.

### Кастинг
У березні 2022 року повідомлялося, що Флоренс П'ю та Остін Батлер вели переговори про те, щоб знятися у фільмі в ролі принцеси Ірулан і спадкоємця Харконнена Фейда-Раута відповідно. У травні Крістофер Вокен приєднався до акторського складу в ролі Шаддама IV. У червні Леа Сейду розпочала переговори про те, щоб приєднатися до акторського складу в ролі леді Марго. У липні Сухейла Якуб приєдналася до акторського складу в ролі Шишаклі. У січні 2023 року Тім Блейк Нельсон був доданий до акторського складу в нерозголошеній ролі.

### Маркетинг
27 квітня 2023 року було представлено тизер-трейлер. Кадри першого погляду акторського складу були оприлюднені 2 травня 2023 року. 29 червня 2023 року було випущено другий трейлер.

## Прем'єра
Раніше прем'єра фільму була запланована на 3 листопада 2023 року. Також фільм мав вийти 20 жовтня 2023 р., а потім — 17 листопада 2023 р. У серпні 2023 року прем'єру фільму знову було перенесено на 15 березня 2024 року через Голлівудські трудові спори 2023 року. Після завершення трудових спорів прем'єру перенесли на 1 березня 2024 року. 16 квітня 2024 року фільм вийде на цифрових носіях, а 14 травня — на Blu-ray, DVD і Ultra HD Blu-ray.

## Сприйняття

### Касові збори
У США та Канаді попередні продажі квитків на фільм перевищили продажі квитків на «Оппенгеймер», і, за прогнозами, він збере 65–80 мільйонів доларів у 4050 кінотеатрах у перші вихідні. Також очікується, що він заробить 85–90 мільйонів доларів на міжнародному ринку, а світовий дебют становитиме близько 170 мільйонів доларів.
У перший день прокату фільм зібрав $5,2 млн у 13 країнах, що стало рекордом для голлівудських фільмів на цих ринках. Станом на 11 квітня 2024 року «Дюна: Частина друга» зібрала 267,1 мільйонів доларів у США та Канаді та 400,1 мільйонів доларів на інших територіях, що загалом становить 667,2 мільйонів доларів у всьому світі. Голлівуд-репортер підрахував, що фільм повинен зібрати близько 500 мільйонів доларів, щоб стати беззбитковим.

### Критики
Фільм «в основному отримав схвальні відгуки критиків». Деякі рецензії зазначили, що це один із найкращих науково-фантастичних фільмів. На вебсайті агрегатора рецензій Rotten Tomatoes фільм отримав 92 % із 398 відгуків критиків і це позитивний результат із середнім рейтингом 8,4/10. Консенсус вебсайту повідомляє: «Візуально захоплива та епічна розповідь, „Дюна: Частина друга“ продовжує екранізацію улюбленого науково-фантастичного серіалу Дені Вільньова у дивовижній формі». Metacritic, який використовує середньозважену оцінку, поставив фільму оцінку 79 зі 100 на основі 61 критика, вказуючи на «загалом схвальні» рецензії.
Венді Іде в газеті «The Guardian» писала, що грандіозні візуальні ефекти продовження «Дюни» та акторська гра сповна відповідають музиці Ганса Ціммера і «це доречно зловісний супровід історії, яка відходить від пристрасного ідеалізму». Вільнев доречно використовує візуальну мову для ведення оповіді замість діалогів і щоденників принцеси Ірулан. Попри те, що Пол головний персонаж, друга частина дозволяє іншим персонажам вийти на перший план, особливо Чані та Фейду-Рауті.
Ділат Рот на сайті Observer вказав, що другий фільм фактично є наступною половиною першого, але в ньому вища емоційна інтенсивність, оскільки палацова інтрига переросла у відкриту війну. Персонажі більш божевільні і це закономірно, проте суперечить тону, встановленому в першій частині. Сюжет просідає щоразу, коли дія виходить за межі Арракіса, щоб показати галактичну політику. Але кожен інший світ має неповторну естетику, особливо чорно-біла планета Харконненів Ґьоді Прайм. Пустелі Арракіса як ніколи приголомшливі через об'єктив оператора Грейга Фрейзера. Закінчення «Дюни» відчувається неповним, однак, і кінець роману не зовсім щасливий.
Енн Горнедей у «The Washington Post» зробила висновок: «Насиченій біблійними темами пророцтва, жертвопринесення, спокути та воскресіння — із шекспірівськими витонченими нотами долі, сім'ї та помсти — „Дюні: Частині другій“ вдається водночас бути затятою та дивно інертною». Фільм ретельно продуманий і вражаюче поставлений, але стає повторюваним і одноманітним, і принесе більше задоволення тим, хто читали книгу.

## Майбутнє продовження
Вільнев висловив зацікавленість у знятті третього фільму за мотивами «Месія Дюни» — другого роману в серії, додавши, що можливість створення фільму залежить від успіху «Дюна: Частина друга». Спайтс також повторив у березні 2022 року, що Вільнев планує зняти третій фільм, а також телесеріал. У серпні 2023 року Вільнев заявив, що третій фільм стане завершенням трилогії. Вільнев почав розробляти сценарій для третього фільму у 2023 році. У лютому 2024 року Вільнев сказав, що сценарій «майже закінчено», проте також сказав, що «[не] хоче поспішати», посилаючись на тенденцію Голлівуду зосереджуватись на датах випуску, а не на загальній якості фільму.
Напередодні виходу «Дюна: Друга частина» Ганс Циммер розповів, що вже пише музику для третього фільму після того, як Вільнев прийшов і «без слів» поклав сценарій на стіл до «Месія Дюни». У квітні 2024 року повідомлялося, що Вільнев і Legendary Pictures офіційно почали розробку третього фільму.

## Рецензії та огляди
- Рецензія на грандіозну за задумом та реалізацією космічну оперу Дюна: Частина друга// НВ, 4 березня 2024 року
- Візуальне диво: огляд фільму «Дюна: Частина друга»// УНІАН, 28 лютого 2024 року
- Новий кіношедевр: що відомо про фільм «Дюна: Частина друга»// Суспільне. Культура, 23 лютого 2024 року
- Дюна. Частина друга: Пісок, кохання та призначення // Вікенд, 28 лютого 2024 року